# 古市駅 (広島県)
古市駅（ふるいちえき）は、広島県広島市安佐南区中須一丁目にある広島高速交通広島新交通1号線（アストラムライン）の駅である。
建設中の当駅の仮称は中須駅（なかすえき）であった。駅ホームの駅名の下には小さくカッコ書きで「中須」あるいは「なかす」と書かれており、現在でも当駅が中須駅と呼ばれることがある。但し、他の副駅名を持つ駅が時刻表・車内放送等で本来の駅名と副駅名の双方を案内しているのに対し、当駅は時刻表・車内放送等では「古市」とのみ案内されている。

## 歴史
- 1994年（平成6年）8月20日：開業[1][2]。
- 1999年（平成11年）3月20日：ダイヤ改正で急行列車が新設されたが、当駅は通過駅となる[1]。
- 2001年（平成13年）：業務委託駅となる[3]。
- 2004年（平成16年）3月20日：ダイヤ改正で急行列車が廃止され、5年ぶりに全ての列車が停車するようになる[1]。
- 2009年（平成21年）8月8日：PASPY導入[1]。
- 2015年（平成27年）：構内放送とホームの発車標を新白島駅と同等の物に更新。

## 駅構造
島式ホーム1面2線の高架駅。ホームから1フロアー降りたところに券売機・改札がある。
駅は中須一丁目と古市二丁目の境界上に位置し、駅出入り口は中須側にある。ステーションカラーは■黄色。

### のりば
| のりば | 路線              | 方向 | 行先           |
| ------ | ----------------- | ---- | -------------- |
| 1      | ■アストラムライン | 下り | 広域公園前方面 |
| 2      | ■アストラムライン | 上り | 本通方面       |

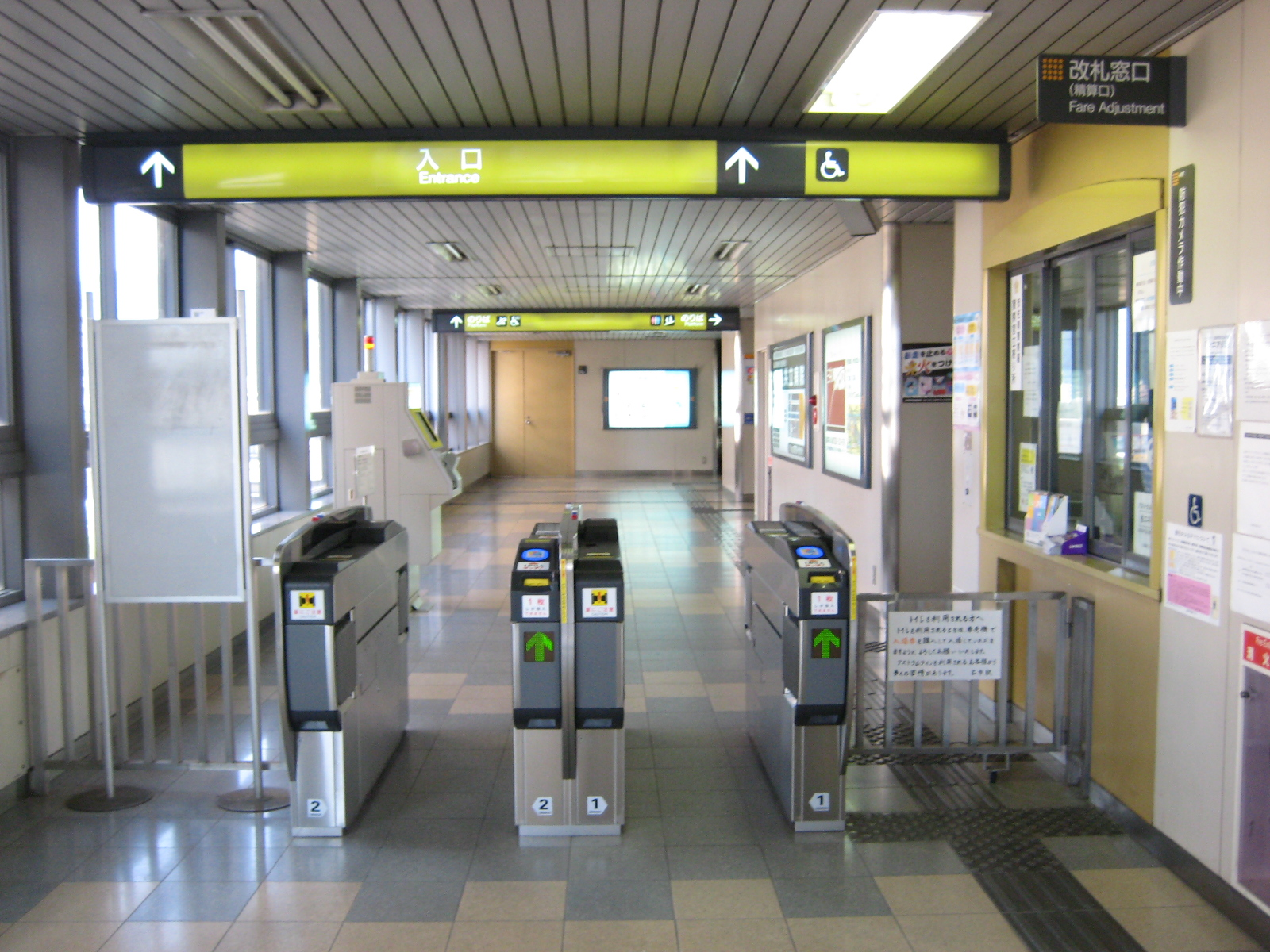
改札口（2009年8月）
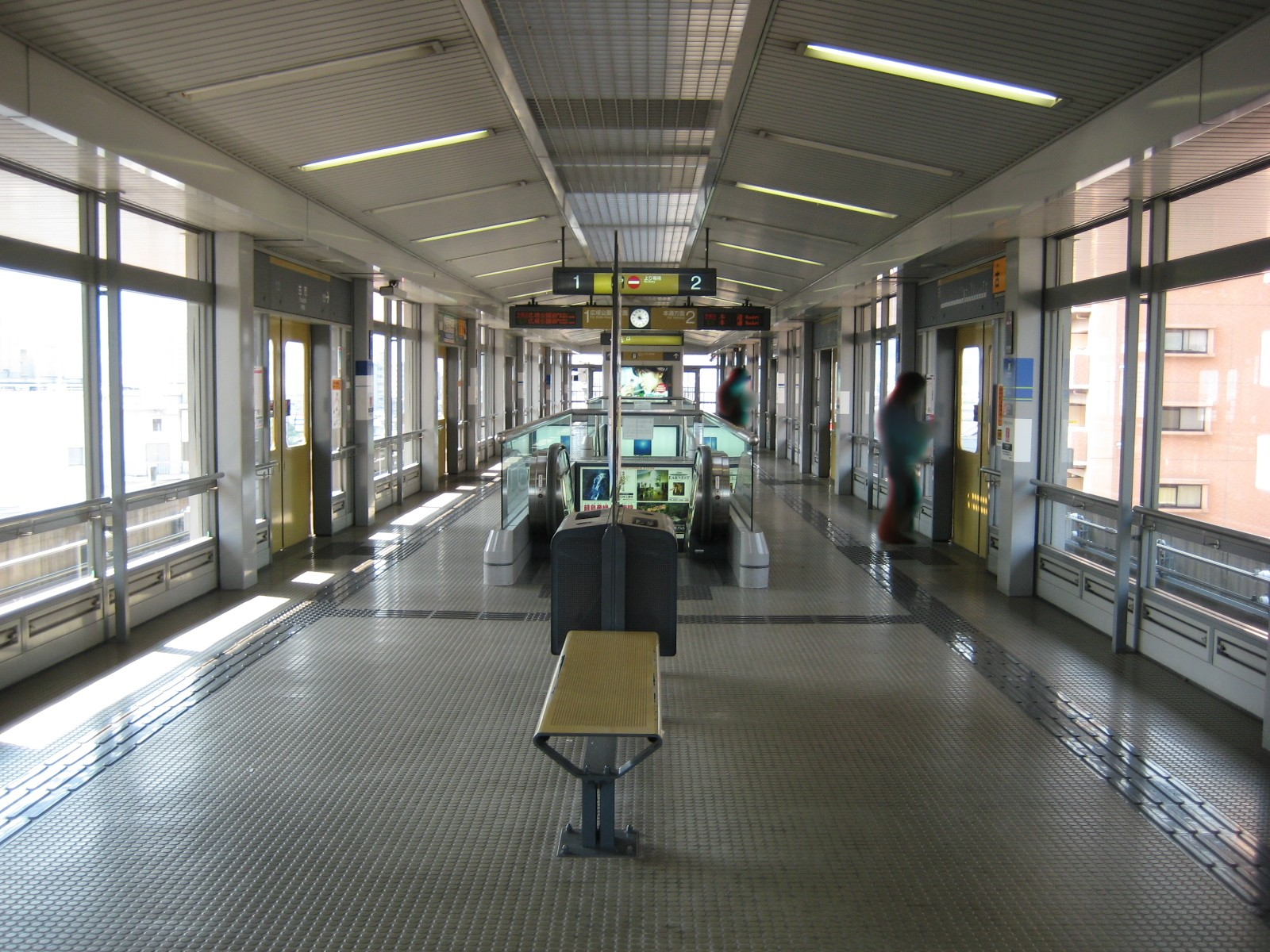
ホーム（2009年8月）

## 利用状況
以下の情報は、広島市統計書に基づいたデータである。アストラムラインでは「1年毎乗車総数」と「1年毎降車総数」の情報を公開している。1日平均乗車人員データは、年度毎の乗車総数を365（閏年は366）で割った値を小数点2位を丸めて小数点1位の値にした物である。アストラムラインのデータは1,000で丸めて提供されているので、1年毎ではプラスマイナス500の誤差があり、1日当たりでは1.4人程度の誤差が発生する。
| 年度               | 1日平均 乗車人員 | 1年毎 乗車総数 | 1年毎 降車総数 |
| ------------------ | ---------------- | -------------- | -------------- |
| 1995年（平成07年） | 1,407.1          | 515,000        | 423,000        |
| 1996年（平成08年） | 1,501.4          | 548,000        | 447,000        |
| 1997年（平成09年） | 1,671.2          | 610,000        | 492,000        |
| 1998年（平成10年） | 1,846.6          | 674,000        | 544,000        |
| 1999年（平成11年） | 1,901.6          | 696,000        | 572,000        |
| 2000年（平成12年） | 1,808.2          | 660,000        | 557,000        |
| 2001年（平成13年） | 1,778.1          | 649,000        | 553,000        |
| 2002年（平成14年） | 1,805.5          | 659,000        | 561,000        |
| 2003年（平成15年） | 1,751.4          | 641,000        | 551,000        |
| 2004年（平成16年） | 1,687.7          | 616,000        | 526,000        |
| 2005年（平成17年） | 1,698.6          | 620,000        | 525,000        |
| 2006年（平成18年） | 1,720.5          | 628,000        | 535,000        |
| 2007年（平成19年） | 1,735.0          | 635,000        | 544,000        |
| 2008年（平成20年） | 1,709.6          | 624,000        | 547,000        |
| 2009年（平成21年） | 1,649.3          | 602,000        | 530,000        |
| 2010年（平成22年） | 1,709.6          | 624,000        | 544,000        |
| 2011年（平成23年） | 1,784.2          | 653,000        | 575,000        |
| 2012年（平成24年） | 1,830.1          | 668,000        | 596,000        |
| 2013年（平成25年） | 1,898.6          | 693,000        | 619,000        |
| 2014年（平成26年） | 1,969.9          | 719,000        | 639,000        |
| 2015年（平成27年） | 2,068.3          | 757,000        | 672,000        |
| 2016年（平成28年） | 2,104.1          | 768,000        | 680,000        |
| 2017年（平成29年） | 2,117.8          | 773,000        | 688,000        |
| 2018年（平成30年） | 2,153.4          | 786,000        | 704,000        |
| 2019年（令和元年） | 2,180.3          | 798,000        | 717,000        |
| 2020年（令和02年） | 1,764.4          | 644,000        | 595,000        |
| 2021年（令和03年） | 1,824.7          | 666,000        | 621,000        |
| 2022年（令和04年） | 1,937.0          | 707,000        | 666,000        |

## 駅周辺
- 古市郵便局
- 広島銀行古市支店
- 広島信用金庫古市支店
- 広島共立病院

### バス路線
古市駅周辺には「中須」「古市駅」「上古市」バス停があり、広島交通と広電バスが停車する。
中須 バス停（緑井方面）
- 70 毘沙門台線（広島交通） 中緑井・びしゃもん台方面 朝の2-3便のみ
- 72 桐陽台（）・大林線（広島交通） 中緑井・七軒茶屋方面
- 72 南原（）線（中緑井経由）（広島交通） 中緑井・七軒茶屋方面
- 72 上根・吉田線（広電バス） 中緑井・七軒茶屋方面
- 73 勝木線（広島交通） 中緑井・七軒茶屋方面
- 73 豊平・琴谷線（広電バス） 中緑井・七軒茶屋方面
- 74 南原線（佐東バイパス経由）（広島交通） 緑井五丁目・佐東出張所口方面
- 74 上原（）線（佐東バイパス経由）（広島交通） 緑井五丁目・佐東出張所口方面
- 74 三段峡線（佐東バイパス経由）（広電バス） 緑井五丁目・佐東出張所口方面

中須 バス停（祇園出張所前方面）
- 71,72,73,74（広島交通・広電バス） 下古市・横川駅前方面

古市駅 バス停（三段峡方面）
- 75 三段峡線（高速道経由）（広電バス） 戸河内方面 1日4便のみ

古市駅 バス停（祇園出張所前方面）
- 75 三段峡線（広電バス） 祇園出張所前方面 1日2便のみ

上古市 バス停（安佐大橋方面）
- 71-6 川内線（安佐大橋）（広島交通） 矢口駅前方面

上古市 バス停（古市橋駅前方面）
- 71H 川内線（安佐大橋）（広島交通） 古市橋駅前方面

## 隣の駅
広島高速交通
■広島新交通1号線（アストラムライン）
中筋駅 - 古市駅 - 大町駅